# Čertův most (Světlá nad Sázavou)
Čertův most je klenutý litinový most, který se zvedá nad 8 metrů hlubokou kamenitou strží pod přelivem Horního rybníka v zámeckém parku ve Světlé nad Sázavou. Most dal vybudovat v roce 1884 hrabě František Josef Salm-Reifferscheidt a je dílem světelského zámečníka Jakla. Je zhotoven z ocelové pásoviny a má ozdobné litinové zábradlí. Rekonstrukce proběhla v roce 1998.
Nad výpustí Dolního parkového rybníka je prostý dřevěný Andělský most, který svůj název dostal pro odlišení od Čertova mostu.